# Илич, Стефан (футболист)
Сте́фан И́лич (серб. Стефан Илић; 7 апреля 1995, Крагуевац) — сербский футболист, нападающий клуба «Металац» (Горни-Милановац). Чемпион мира среди молодёжных команд 2015 года.

## Карьера

### Клубная
Воспитанник белградского «Партизана», Илич осенью 2013 года должен был перейти в «Ягодину», но стал игроком «Спартака» из Суботицы. За «Спартак» в сезонах 2013/14 и 2014/15 провёл 30 матчей в чемпионате Сербии и ни разу не забил.
В кубке Сербии — 3 матча, 1 гол.

### В сборной
Илич выступал за юношескую сборную Сербии для игроков на старше 19 лет, сыграл за неё 3 официальных матча и забил 1 мяч.
На победном для молодёжной сборной Сербии чемпионате мира 2015 года сыграл в одном матче, выйдя на замену вместо Ивана Шапонича в дополнительное время финала против сборной Бразилии.

## Достижения
- Чемпион мира среди молодёжных команд: 2015